# Commidendrum rugosum
Commidendrum rugosum (tên tiếng Anh: Scrubwood) là một loài thực vật có hoa thuộc họ Asteraceae.
Loài này chỉ có ở Saint Helena.
Môi trường sống tự nhiên của chúng là vùng cây bụi khô khu vực nhiệt đới hoặc cận nhiệt đới, vùng nhiều đá, và vùng bờ biển nhiều đá.
Chúng hiện đang bị đe dọa vì mất môi trường sống.